# Kabalega
Chwa II. Kabalega (oder Kabarega; * 1853; † 1923 in Jinja, Uganda) war von 1869 bis 1898 der König (Omukama) des Reiches Bunyoro im heutigen Uganda. Sein Residenzort war lange Zeit Mparo.
Er bestieg den Thron Bunyoros 1869. Schon bald marschierte er in das Reich Toro unter dem Omukama Nyaika Kasunga ein. 1873 verlor er während einer Rebellion zeitweise den Thron, konnte ihn aber noch im selben Jahr wiedergewinnen.
In den 1890er Jahren begann er, bewaffneten Widerstand gegen die Briten zu leisten, die zunehmend versuchten Einfluss zu gewinnen und ein Protektorat über Uganda errichten wollten. Nach langem Kampf unterlag Bunyoro, und Kabalega verlor seinen Thron am 3. April 1898. Er wurde am 9. April 1899 festgenommen und wie Mwanga II. von Buganda ins Exil auf die Seychellen geschickt. Er konnte erst 1923 wieder nach Bunyoro zurückkehren, starb aber kurz bevor er die Grenze seines Heimatreiches erreichte.

## Varia
Der Diktator Idi Amin benannte 1972 die Murchison Falls und den sie umgebenden Murchison Falls National Park in Kabalega Falls um, zum Gedächtnis an Chwa II.